# Pauxi unicornis
Pauxi unicornis là một loài chim trong họ Cracidae, được tìm thấy trong các khu rừng nhiệt đới và cận nhiệt đới ẩm. Nó được James Bond và Rodolphe Meyer de Schauensee mô tả lần đầu tiên vào năm 1939 từ một mẫu vật thu thập được ở Bolivia, và các loài chim khác được mô tả từ Peru vào năm 1971 được cho là một phân loài mới. Tuy nhiên, vị trí phân loại (như phân loài hoặc loài) của các loài chim được tìm thấy ở Peru vào năm 1971 là không rõ ràng. Pauxi unicornis có sừng như được mô tả ban đầu là loài đặc hữu của Bolivia. Nó là một loài chim lớn, chủ yếu là màu đen với một tấm sừng trên trán. Nó là một loài chim không phổ biến với số lượng hạn chế và đang bị mất môi trường sống, và Liên minh Bảo tồn Thiên nhiên Quốc tế đã đánh giá tình trạng bảo tồn của nó là "cực kỳ nguy cấp".

## Phân loài
- P. u. unicornis
- P. u. koepckeae (hiện là một loài riêng biệt P. koepckeae)